# عبد المحسن بن صالح الرشيد
الشيخ عبد المحسن الصالح السليمان الرشيد ولد في عنيزة في حدود عام 1920، وتوفي في ديسمبر 1989، مخلفا ـ من ست أمهات ـ سبعة أبناء هم: (صالح وفيصل وسليمان ومحمد وعادل وفهد ونايف) وأربع بنات هن: (هدى وليلى وهيام وروعة)، وكان أخوه العميد رشيد الصالح الرشيد قد تولى شرطة أبها بمنطقة عسير أما أسرته (الرشيد) فتنتمي إلى الأمير عبد الله بن رشيد بن محمدإنتماءً وليس نسباً، وهو اللذي تولى ـ لفترتين ـ إمارة منطقة القصيم إبان الدولة السعودية الأولى. وهو من عنزة. 
(وسبب تسمية الأسرة ب (آل رشيد) نسبة إلى جدهم الأمير رشيد بن محمد الملقب بشيخ القصيم.

## حياته
الشيخ عبد المحسن الصالح السليمان (الرشيد)، الذي اشتهر بتولّيه بلدية الرياض عام 1950، خلفا لرئيسها أحمد خليفة النبهاني، وسلفا لرئيسها محمد حسن أخضر، وذلك إبان عهد الملك عبد العزيز رحمهم الله جميعا، ثم التحق بوزارة المواصلات مكلفا ولفترة طويلة، بملف إعادة تشغيل خط حديد الحجاز (الذي كان يربط إسطنبول في تركيا بالمدينة المنورة عبر سوريا والأردن، أكمله الأتراك في حدود عام 1908)، ثم خرّبه أتباع الثورة العربية بقيادة لورنس عام 1916، وقد استقر الشيخ عبد المحسن في سوريا فترة طويلة، وتزوج منها، ورزق بأولاده الصغار ( نايف عبد المحسن الرشيد). وكان خلال عمله في وزارة المواصلات وبعده، قد توثّقت صلته بالأديب السعودي الراحل محمد عمر توفيق، الذي ظل وزيرا للمواصلات منذ عام 1962، ثم أضيفت إليه أعباء حقيبة وزير الحج والأوقاف مدة ثماني سنوات إلى جانب عمله في وزارة المواصلات، حتى تقاعد وفقا لرغبته عام 1986، وقد توفي في الرياض سنة 1989.
ولديه احفاد ومنهم محمد
== وفاته 1995